# Кумульское восстание
Кумульское восстание — национально-освободительное движение мусульманских народов провинции Синьцзян Китайской республики, имевшее место в 1931—1934 годах и начавшееся с мятежа уйгурского населения Хами.

## История

### Предпосылки и причины
В 1928 году новый губернатор Цзинь Шужэнь начал проводить политику китаизации региона и укрепления связи с центральным гоминьдановским правительством в Нанкине. Была свёрнута традиционная торговля с Туркестаном, что привело к существенному сужению рынка сбыта товаров скотоводства местного населения, а также к значительному подорожанию промышленных товаров.
Также Цзинь Шужэнь произвёл широкий рекрутский набор среди китайских беженцев из своей родной провинции Ганьсу, в которой было только что подавлено восстание дунган, и создал из них несколько боеспособных частей. Для покрытия расходов на резко возросшую в численности армию Цзинь начал выпуск ничем не обеспеченных денег, спровоцировавших инфляцию; он повысил налоги и ввёл ряд госмонополий. Цзинь заменил командный состав армии доверенными людьми, сменил всех уездных начальников, сместил с постов некоторых губернаторов округов и наиболее ненадёжных чиновников, стараясь замещать должности своими родственниками и земляками из Ганьсу, что привело к скачку коррумпированности.
В марте 1930 года китайские власти упразднили Кумульское Ханство, отказавшись санкционировать наследование престола скончавшегося князя Шамахсуда. На территории ликвидированного княжества было образовано два уезда, были введены налоги, уездными начальниками были назначены китайцы. Сборщики налогов, пользуясь бесконтрольностью, помимо официальных налогов стали требовать и незаконные поборы, грозившие крестьянам полным разорением; переброшенные сюда ещё при правлении Ян Цзэнсина войска из-за плохой работы тыла оказались предоставленными сами себе и приступили к самоснабжению путём грабежа местного населения. Беженцам из Ганьсу выделяли землю за счёт местных уйгурских крестьян. Всё это привело к тому, что в назревавшем восстании, проходившем под антикитайскими, панисламистскими и пантюркисткими лозунгами, были задействованы широкие слои населения — местная аристократия, мусульманское духовенство, купечество, ремесленники и крестьяне.

### Повод и начало восстания
Мятеж начался в апреле 1931 года, когда в Сяобао один из китайских сборщиков налогов, китайский ротный командир, решил силой завладеть уйгурской девушкой. Сборщик был убит, 200—300 уйгурских крестьян сожгли управление уездного начальника, убили его самого и начали убивать китайцев. Затем они двинулись на Хами с целью его захвата, но гарнизон отбил приступ, и повстанцы бежали в горы.
Одновременно с этим в районе города Баркуля организовалась группа казахских повстанцев, которым удалось захватить Баркуль и имевшийся там арсенал. Узнав о подходе правительственных войск, повстанцы тоже бежали в горы, где и соединились с уйгурами. Вскоре к ним примкнули местные крестьяне. Отряд, выросший до 2 тысяч человек, двинулся на Хами и в мае занял город.
К повстанцам присоединились недовольные реформами Цзинь Шужэня местные феодалы, которые впоследствии встали во главе восстания.
Управляющий хозяйством Кумульского ханства Ходжа Нияз, офицер охраны умершего князя, и Юлбарс-хан, бывший хамийский советник, пригласили на помощь из Ганьсу генерала-дунганина Ма Чжунъина во главе восьми сотен дунганской кавалерии. Перед походом в Синьцзян Ма заключил с Гоминьданом, недовольным правлением Цзиня, негласное соглашение, что в случае победы над ним Ма займёт должность губернатора. К восставшим уйгурам присоединились дунгане, казахи, джунгары, киргизы и другие народности провинции. Ма соединился с кумульскими повстанцами, отряды дунган и уйгуров двинулись в Хотан и Яркенд; в Хотане восставшие во главе с братьями Богра и Сабит Дамуллой образовали Хотанский эмират; мятеж распространился на районы Турфана, где его возглавил купец Максудахун Мухитов, и в Баркуль. К весне 1931 года мятеж охватил практически всю провинцию. Восставших поддержали Великобритания и Японская империя, в их войсках находились японские и младотурецкие инструкторы-эмигранты.

### Военный переворот и контакты с СССР
Армия Цзинь Шужэня оказалась небоеспособной, а призывать в войска уйгуров и дунган было рискованно. Цзинь Шужэнь затребовал конников-торгоутов из Карашара, но калмыцкий ван отказался дать войска и объявил борьбу за независимость. Правительству пришлось снимать войска с Хамийского направления, чтобы подавить мятеж торгоутов.
Усилить боеспособность армейских частей можно было только мобилизацией русских эмигрантов. Мобилизации подлежали не только те русские, кто проживал в Синьцзяне, но и те, кто бежал от коллективизации и голода в СССР; человека ставили в строй едва он переступал границу. Три сотни, сформированные в Илийском крае, были включены в торгоутскую кавалерийскую бригаду, перешедшую под управление русских офицеров. Другой отряд был сформирован под командованием бывшего начштаба группы атамана Дутова полковника П. П. Папенгута. 180 человек из этого отряда пополнило гарнизон Урумчи, а 1 ноября 1931 года он снял возглавляемую Ма Чжунином осаду Хами; сам Ма, раненый, был вынужден отойти в Ганьсу. В феврале 1932 года был проведён новый набор русских в Илийском крае; было сформировано 3 кавалерийских полка численностью в 1800 человек, однако этих сил было явно недостаточно, и Цзинь обратился за помощью к СССР. Советское правительство в обмен на открытие советских торговых представительств в городах Кульджа, Чугучак, Яркенд, Карашар, Алтай, Урумчи, Куча и Аксу разрешило перебросить в Синьцзян несколько тысяч китайских солдат, отступивших из захваченной японцами Маньчжурии и интернированных в СССР. Как только о синьцзяно-советском договоре стало известно в Нанкине, Гоминьдан открыто выступил на стороне Ма, официально назначив его командиром мятежной 36-й дунганской кавалерийской дивизии НРА.
Среди повстанцев не было единства. Хамийцы, изгнав китайские войска, не хотели продолжать наступление, на чём настаивали дунгане. Юлбарс-хан, поссорившись с ходжой Ниязом, со 170 сторонниками ушёл к Ма Чжунъину.
В 1932 году группа дунган из отряда Ма Чжунъина, обойдя китайские гарнизоны, проникла на запад, в Турфанский округ, где население сразу восстало. Возглавлявший отряд Ма Шимин (помощник Ма Чжунъина) подчинил себе восставших турфанцев и повёл энергичную подготовку для наступления на север, на Урумчи, и на юго-запад, где по слухам вспыхнуло восстание в Аксу-Ушском и Уч-Турфанском районах. Но по Турфану нанесли удар китайские части и казачьи полки, находившиеся на востоке. К марту 1933 года Турфанский округ был очищен от повстанцев, которые разбились на три группы и действовали самостоятельно. Первая группа, остававшаяся в Турфане, вскоре рассеялась. Отправленная ещё в феврале для захвата Урумчи группа под ударами правительственных войск тоже раскололась: одна часть осталась в Тяньшане, угрожая Урумчи с юга, другая ушла на северо-восток к Гучэну, а третья отправилась на запад, в район города Шихо-Манас; входившие в последнюю группу казахи самостоятельно ушли на северо-запад, в Алтай, подняли абак-кереев, и весной 1933 года свергли китайскую власть в округе. Третья группа дунган под командованием Ма Цзыху пошла на Кашгар, по пути к ним присоединились повстанцы под руководством Тимурбека, а также мелкие группы из кишлаков и городков Кашгарии.
С подходом повстанцев к Кашгару восстали местные киргизы, а также басмачи-эмигранты из Ферганы, среди руководителей которых вспыхнула борьба за власть. В междоусобицу втянулись все повстанческие группировки, в результате чего был убит наиболее энергичный уйгурский руководитель Тимурбек. При этом поведение дунган в Кашгарии вызывало недоумение у народа: свергая китайскую власть, они оставляли на прежних местах китайских чиновников и старые порядки. Шовинизм, жестокая эксплуатация и притеснение всех недунган со стороны Ма Шимина оттолкнули уйгуров от дунган. Установленный ими режим, многочисленные казни, насильственные мобилизации привели даже к переходу части уйгуров в Урумчинском округе на правительственную сторону.
Зимой 1933 года оставшиеся в Синьцзяне дунгане под командованием Ма Шимина и Ма Фумина безуспешно штурмовали Урумчи. Опираясь на переброшенные в марте 1933 года из СССР силы генерала Ма Ду и отряды белогвардейцев, командующий синьцзянскими войсками в районе Турфана генерал Шэн Шицай силами 1-го русского полка под командованием Паппенгута 12 апреля сверг прежнего губернатора Цзинь Шужэня. Тот бежал в Чугучак, а затем в Тяньцзинь, где был арестован, переправлен в Нанкин и осуждён за несанкционированное заключение договора с СССР.
Нанкинское правительство направило в Синьцзян Хуан Мусуна в качестве уполномоченного по усмирению края и командующего провинциальными войсками. Однако, прибыв в Урумчи, Хуан Мусун обнаружил, что его должность занята Шэн Шицаем. На словах признав Шэн Шицая, Хуан Мусун начал плести против него заговор, однако тот был раскрыт. Хуан Мусун успел улететь в Нанкин, остальных расстреляли.
Новый губернатор послал представителей в СССР, чтобы добиться материальной, финансовой и военной помощи, а к хамийским повстанцам обратился с предложением мира. Были провозглашены равноправие всех национальностей, населяющих провинцию, политические свободы и меры по улучшению экономического положения народа. С Нияз-ходжой при участии СССР было достигнуто фактическое соглашение о принятии этой программы; её, однако, не поддержали вожди восставших Кашгара и Хотана.
С возвращением Ма Чжунъина в Синьцзян был захвачен Хами, однако он снискал себе дурную славу грабежами, а также мобилизацией уйгуров в пехоту под команду офицеров-ханьцев, что вызвало мятеж среди кумульцев. Вместе с этим, Ма удалось склонить правителя Илийского края Жань Пэйяня выступить против синьцзянских войск.

### Восточно-Туркестанская республика
Ещё до прихода повстанцев кашгарский губернатор тов. Ма Шаоу тоже начал борьбу за независимость. Генеральный консул СССР в Кашгаре Ф. Е. Ткачёв сообщил НКИД, что 31 января 1933 года его посетил Ма Шаоу, который интересовался оценкой событий в Синьцзяне и просил оказать помощь оружием, валютой и войсковыми частями. Одновременно он предлагал консулу осмотреть аэродром и определить его пригодность для эксплуатации. Замнаркома Л. М. Карахан 4 февраля 1933 года направил Генеральному консулу СССР телеграмму, в которой в категорической форме предписал не вести никаких разговоров на темы, связанные с внутренним положением в Синьцзяне, и, тем более, о каком-либо вмешательстве во внутренние дела.
После захвата повстанцами Кашгара дунгане поддержали губернатора Ма Шаоу (тоже дунганина), который продолжал исполнять свои обязанности. Параллельно с этим летом 1933 года Сабит Дамулла и Мухаммад Эмин Бугра объявили о создании независимой Восточно-Туркестанской Исламской республики. В отличие от кумульцев, они требовали создания полностью автономного государства, никак не зависящего от Синьцзяна и Китая, и выступали не только против ханьцев-иноверцев, но и против дунган. 12 ноября 1933 года в Кашгаре была созвана Национальная ассамблея, принята конституция, государственные символы. Президентом страны заочно объявлялся Нияз-ходжа, премьер-министром — Сабит Дамулла.

### Шэн Шицай подавляет восстание
Придя к власти, Шэн Шицай уволил из армии всех небоеспособных, переформировал части, назначил новый начальствующий состав, наладил снабжение войск продовольствием, вооружением, боеприпасами.
С северо-востока Урумчи прикрывала группировка, переброшенная в Гучэн ещё Цзинь Шужэнем из Хами. Её командующие отказались выступить навстречу Ма Чжунъину, который, не встречая сопротивления, продвигался к Гучэну, по пути разоружая мелкие гарнизоны. 28 мая он окружил Гучэн, и взял его штурмом. При штурме Ма Чжунъин понёс большие потери, но зато захватил богатые трофеи: 12 тысяч винтовок, 10 пулемётов, 500 тысяч патронов и другого вооружения, и пленных, которых он немедленно поставил в свои ряды. Угроза захвата Урумчи с севера приобрела реальные очертания.
Дунганские войска подготовились к наступлению и с юга, собираясь нанести удар по городу, как только китайцы уйдут к Гучэну, оголив оборону Урумчи. Отряд под командованием Ма Дасяна должен был ударом на Саньчжи отрезать Урумчи с запада, лишив Шэн Шицая баз снабжения. Однако Шэн Шицай предложил Ма Дасяну должность командира дивизии, и в итоге тот отказался от активных действий. Воспользовавшись этим, Шэн Шицай перебросил под Гучэн пришедшие из Маньчжурии части и 3 казачьих полка с тремя батареями, и 13 июня наголову разбил войска Ма Чжунъина, который с небольшой группой бежал в Турфан. После разгрома Ма Чжунъина китайские войска и казачьи полки были переброшены на юг, и 7-9 июля разгромили дунган.
Вскоре Ма Чжунъин имел в Турфане уже 4 тысячи бойцов, но сил для решительной схватки не хватало, и Ма Чжунъин решил поднять северо-запад провинции. Тем временем Шэн Шицай сделал ход козырной картой: он обнародовал Декларацию, в которой провозглашалось национальное равноправие, свобода вероисповедания, национальное самоуправление и т. д. В результате энергичных мер Шэн Шицаю удалось умиротворить казахов и уйгуров, предоставив им автономию на Алтае и в Восточном Туркестане. Алтайские абак-кереи успокоились и соблюдали желательный правительству нейтралитет, а глава Восточного Туркестана ходжа Нияз из противника стал союзником правительства.

### Восстание в Чугучаке и бои за Урумчи
Чтобы взбунтовать северо-запад Ма Чжунъин отправил на Алтай своего сводного брата Ма Хаина. Тот должен был поднять там местных дунган, сформировать из них воинские части, на обратном пути захватить город Манас и отрезать Урумчи от западных округов — базы снабжения китайской армии. Однако алтайские казахи, подписав с Шэн Шицаем соглашение, прекратили борьбу. Сумев набрать всего 2,5 тысяч человек, Ма не пошёл прямо на хорошо укреплённый Манас, а решил идти на Чугучак, рассчитывая пополниться за счёт тарбагатайских дунган. Получив информацию о приближении повстанцев, тарбагатайский управляющий приказал всему немусульманскому населению Чугучака укрыться в Новой крепости. 6 октября отряд Ма вступил в город и расположился в Старой крепости, с его прибытием началось восстание мусульманского населения. Начался штурм Новой крепости, однако в середине 8 октября к Чугучаку прибыл 2-й казачий полк, который был по приказу Шэн Шицая переброшен на автомобилях с сёдлами и уздечками, и конфисковал лошадей на подходах к городу у местных казахов. Ма не решился вступить в схватку, и ушёл на восток.
Тем временем переговоры Ма Чжунъина и Шэн Шицая зашли в тупик. В середине сентября Шэн Шицай потребовал, чтобы Ма Чжунъин очистил Турфанский округ и ушёл восвояси, а в октябре китайские войска атаковали перевал Даванчэн, но потерпели поражение. В Урумчи началась паника. Некоторые члены правительства настаивали на эвакуации в Кульджу, но положение спас ходжа Нияз, ударивший по частям Ма Чжунъина с тыла. Это дало возможность Шэн Шицаю закрыть брешь на Турфанском направлении и, не ввязываясь в боевые действия, переждать прибытия новых подкреплений. Тем временем повстанцы обложили Урумчи со всех сторон.
В октябре 1933 года Шэн Шицай совершил визит в Москву для урегулирования экономических и военных вопросов. Во время повторного визита в декабре 1933 года его сопровождал советский генеральный консул; было достигнуто соглашение о прямой военной поддержке. Из СССР была переброшена т. н. Алтайская добровольческая армия, сформированная из командиров и красноармейцев 13-го Алма-Атинского и 10-го Ташкентского полков ОГПУ, усиленных несколькими бронемашинами и обмундированных в белогвардейскую форму. Личный состав был строго проинструктирован отрицать свою принадлежность к СССР и давал подписку на 50 лет о неразглашении деталей действий в Синьцзяне. По поручению синьцзянского губернатора полковник Паппенгут сформировал один кавалерийский и два пехотных полка, финансировавшиеся СССР. Действия «алтайцев» определялись как особая операция Главного управления пограничной охраны ОГПУ, которой руководили начальник ГУПО М. П. Фриновский, а затем сменивший его Н. К. Кручинкин. Советский Союз финансировал участие белогвардейских отрядов в боях на стороне Синьцзянского правительства. Таким образом, в горах и пустынях Западного Китая «красные» и «белые» сражались на одной стороне и даже были одеты в одну и ту же военную форму.
Советско-синьцзянские войска разгромили Жань Пэйяня в Илийском крае. Чан Кайши отказался от посылки подкреплений Ма, так как опасался вовлечения в прямой вооружённый конфликт с СССР.
В газете «Правда» 23 декабря 1933 года было опубликовано сообщение ТАСС, в котором говорилось, что Синьцзянское правительство к декабрю 1933 года сформировало армию в 46 тысяч штыков и сабель. Войска Шэн Шицая были хорошо вооружены и представляли собой вполне боеспособные части. Но надо отдельно заметить, что серьезным разлагающим моментом являлось повальное увлечение китайскими солдатами и офицерами курением опия, что не пресекалось командованием. Иван Андреевич Хмылев, бывший в то время начальником штаба 10-го Ташкентского полка и по совместительству начштаба всей «Алтайской группы» вспоминал, что китайские части смело ходили в атаку на пулеметы и так же смело, шагом шли под огнём назад в случае неудачи атаки и приказа отступать. На его замечание по этому поводу, обращенное к представителю китайского командования, что: «приятно смотреть на то, как китайские солдаты не кланяются пулям и проявляют хладнокровие в бою», китайский офицер честно заметил, что: «опий — основа для храбрости!». У Ма Чжунъина в строю к этому времени насчитывалось 10 тысяч бойцов. Отступающие из-под Урумчи войска Ма пошли на Кашгар, взяли город и ликвидировали Восточно-Туркестанскую республику. 6 февраля 1934 года Нияз-ходжа и Сабит Дамулла бежали в Янгигисар, где в апреле уйгуро-киргизские войска потерпели окончательное поражение.

### Советское военное присутствие
Весной 1934 года после стабилизации ситуации в регионе начался вывод советских частей, однако была оставлена на 3—4 месяца конная группа с артбатареей, несколькими бронемашинами и несколькими самолетами, общей численностью в 450 человек. На срок от 6 месяцев до года оставлялись летчики, автомеханики, водители и командиры бронемашин, артиллеристы, пулеметчики и общевойсковые командиры в качестве инструкторов (всего 100 человек). Все советские военнослужащие переходили на содержание Урумчинского правительства.